# Gerhard Heimann
Gerhard Heimann (* 12. Februar 1934 in Peine; † 10. August 2017 in Berlin) war ein deutscher Politiker (SPD). Von 1983 bis 1990 war er Mitglied des Bundestages.

## Leben
Heimann wurde in Peine geboren und besuchte dort das Neusprachliche Gymnasium. Von 1955 bis 1958 studierte er Rechtswissenschaften an der Freien Universität Berlin. Nach Ablegung des 1. Juristischen Staatsexamens trat er 1959 in die SPD ein. Er bekleidete die unterschiedlichsten Funktionen auf Kreis und Landesebene. 1964 absolvierte er die Große juristische Staatsprüfung. Im selben Jahr begann er eine bis 1967 ausgeübte Tätigkeit als Regierungsassistent; ab 1967 war er Regierungsrat. Von 1967 bis 1971 gehörte er dem Berliner Abgeordnetenhaus an und widmete sich vor allem dem Bildungsbereich. So arbeitete er als wissenschaftlicher Mitarbeiter von 1967 bis 1969 an der Abteilung Recht und Verwaltung des Max-Planck-Instituts für Bildungsforschung, danach von 1969 bis 1971 an der Pädagogischen Hochschule. 1971 wurde er zum Professor ernannt. 

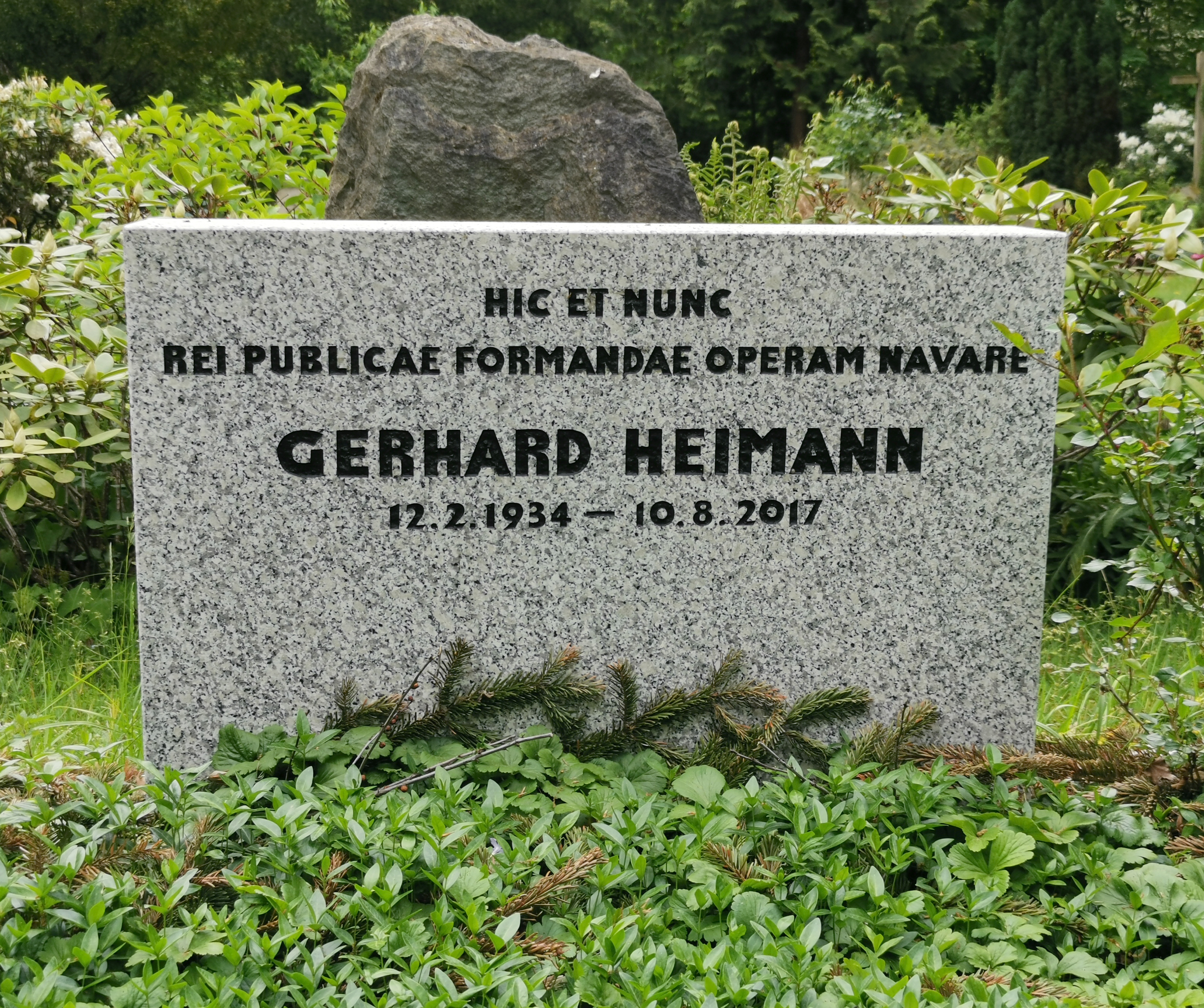
Grabstelle auf dem Friedhof Sacrow

Von 1971 bis 1977 war er als Senatsdirektor in der Senatsverwaltung für Wissenschaft und Kunst tätig. 1977 rückte er zum Chef der Senatskanzlei und 1979 zum Senator für Bundesangelegenheiten unter Dietrich Stobbe auf. Nach dem Verlust der SPD-Regierungsmehrheit in Berlin 1981 schied Heimann aus dem Senat aus. Als Vertreter Berlins wurde er 1983 in den Bundestag gewählt, dem er bis 1990 angehörte. Danach zog sich Heimann aus der Politik zurück. Heimann war zudem als Hochschullehrer an der TU Berlin tätig gewesen.
Gerhard Heimann war evangelisch, ab 1960 verheiratet und hatte zwei Kinder (Justus und Felix). Er wurde auf dem Friedhof Sacrow in Potsdam beerdigt (Block D).